# 뫼레오그롬스달주

뫼레오그롬스달주의 위치

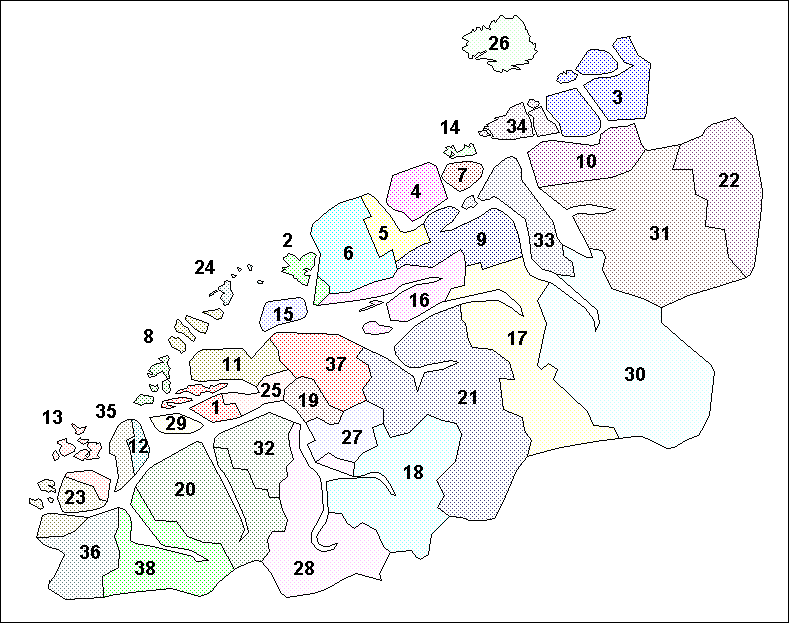
뫼레오그롬스달주의 지방 자치체

뫼레오그롬스달주(노르웨이어: Møre og Romsdal fylke)는 노르웨이 서부에 위치한 주로, 주도는 몰데이며 면적은 15,121km2, 인구는 274,300명(2008년 기준), 인구 밀도는 18명/km2이다. 북쪽으로는 노르웨이해, 동쪽으로는 쇠르트뢰넬라그주, 남쪽으로는 오플란주, 서쪽으로는 송노피오라네주, 북쪽으로는 노르웨이해와 접한다. 36개 지방 자치체를 관할한다.

뫼레오그롬스달주의 문장

## 인구
| 연도                       | 인구    | ±%     |
| -------------------------- | ------- | ------ |
| 1951                       | 191,621 | —      |
| 1961                       | 213,286 | +11.3% |
| 1971                       | 223,709 | +4.9%  |
| 1981                       | 236,062 | +5.5%  |
| 1991                       | 238,278 | +0.9%  |
| 2001                       | 243,810 | +2.3%  |
| 2011                       | 253,904 | +4.1%  |
| 2021?                      | 282,661 | +11.3% |
| 2031?                      | 303,810 | +7.5%  |
| Source: Statistics Norway. |         |        |